# Worsbrough
Worsbrough eller Worsborough är en ort och en unparished area i distriktet Barnsley i grevskapet South Yorkshire i England. Orten är belägen 16 km från Sheffield. Orten hade 9 247 invånare år 2019. Unparished area har 9 682 invånare år 2001. Fram till 1974 var det ett separat distrikt. Orten nämns i Domesday Book år 1086 och kallades då Wircesburg.